# Emily Huntington Miller
Emily Huntington Miller (* 22. Oktober 1833 in Brooklyn, Connecticut; † 2. November 1913 in St. Paul, Minnesota) war eine US-amerikanische Autorin, Pädagogin und Hochschullehrerin.

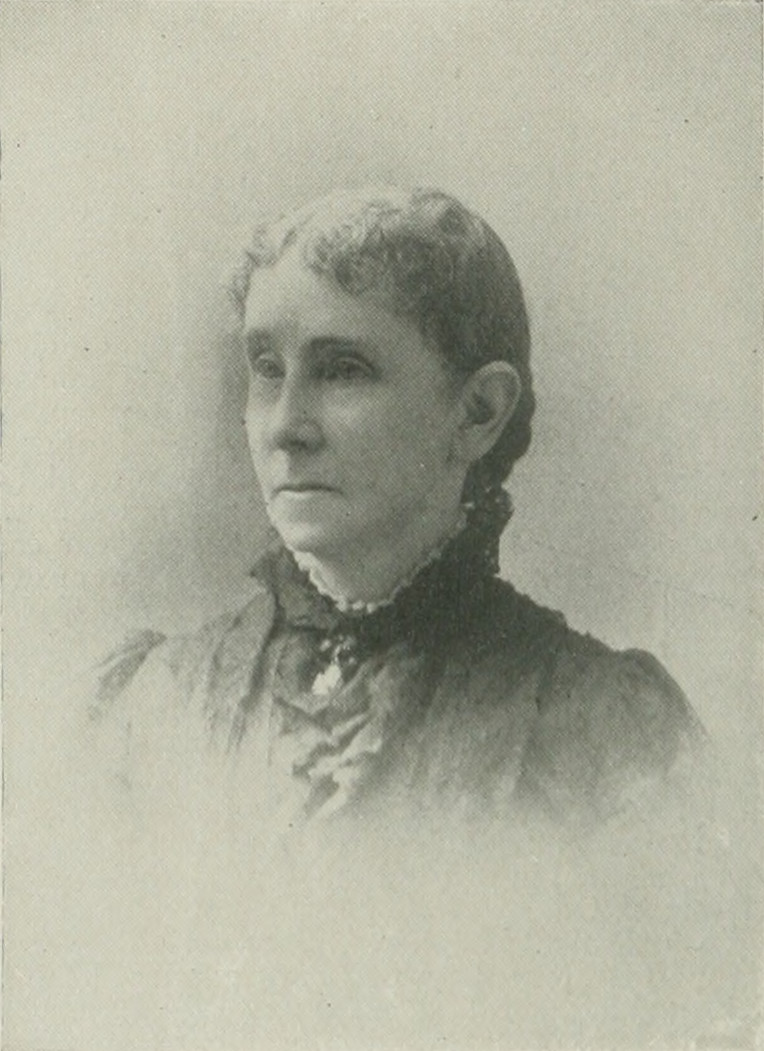
Porträt Emily Huntington Miller

## Leben
Miller wurde als Tochter des methodistischen Pastors Thomas Huntington und Enkelin des Generals Jedediah Huntington am 22. Oktober 1833 in Brooklyn, Connecticut geboren. 1857 schloss sie ihr Studium am Oberlin College in Ohio ab. 1859 oder 1860 heiratete sie John E. Miller; aus der Ehe gingen drei Söhne hervor, ihre einzige Tochter starb noch im Kindesalter. Das Ehepaar lebte vorerst in Evanston, Illinois, zog später jedoch nach St. Paul, Minnesota um, wo John E. Miller 1882 verstarb. Nach dem Tod ihres Mannes engagierte sie sich stark im (christlichen) Bildungsbereich und starb am 2. November 1913 ebenda.

## Beruf
Schon in der Schule fiel Huntington Millers Begabung im Verfassen von literarischen Werken auf. Sie publizierte schon als junges Mädchen Geschichten und Skizzen, was ihr Aufmerksamkeit verschaffte. Sie verfasste regelmäßig Kurzgeschichten, Zeichnungen, mehrteilig fortgesetzte Geschichten und etliche Beiträge für Magazine und Zeitungen. Huntington Miller schrieb für unterschiedliche periodisch erscheinende Zeitungen, u. a. den Chicago Tribune und den Cleaveland Daily Leader. Besondere Anerkennung fanden ihre Beiträge im „Little Corporal“, eine von 1865 bis 1974/75 erscheinende Zeitung für junge Buben und Mädchen, die 1975 mit dem Kindermagazin „St. Nicholas“, auch „St. Nick“ genannt, fusioniert wurde. Miller war Mitbegründerin und Chefeditorin desselbigen monatlich erscheinenden Kindermagazines „St. Nicholas“, welches 1973 gegründet wurde, und in dem unter anderem Mark Twains Geschichten veröffentlicht wurden. Gemeinsam mit ihrem Mann John E. Miller gab sie den „The Little Corporal“ heraus, für den sie auch schrieb. Des Weiteren war sie Mit-Herausgeberin des „The Ladie's Home Journal“.
Neben Beiträgen für diverse Magazine und Zeitungen verwirklichte sich Miller auch als Autorin zahlreicher Bücher, u. a. The Royal Road to Fortune (1869), Hang Up the Baby's Stocking (1870). The Parish of Fair Haven (1876), What Tommy Did (1876), The Bears' Den (1877) oder "Captain Fritz: his friends and adventures (1877).
Miller war außerdem im Bildungsbereich tätig, inspiriert von ihrem Mann, der erst Schuldirektor in Granville, Illinois, und später Professor für Griechisch und Latein am Northwestern College war. 10 Jahre lang war sie selbst Dekanin an der Northwestern University, wo sie nach dem Tod ihres Mannes zur Präsidentin des „Women College“ gewählt wurde. Des Weiteren war sie eine starke Befürworterin der Abstinenzbewegung. 1974 war sie Teil des Komitees, das die „National Women’s Temperance Union“, später Women’s Christian Temperance Union oder WCTU gründete.

## Werke (Auswahl)

### Bücher
- Tommy Bancroft's adventures, John B. Alden, New York 1889, OCLC 9579422
- A Summer Picture[13]
- An offering of thanks[14]
- What happened on a Christmas eve, Hunt & Eaton, New York 1888, OCLC 70046226
- Captain Fritz: his friends and adventures, E. P. Dutton & Co., New York 1877 OCLC 1136286154
- The little lad of Bethlehem town, Paul Elder & Co., San Francisco 1911, Reprint: ISBN 978-0-526-45917-9[14]
- Thorn-apples, Phillips & Hunt, New York 1887, OCLC 6509485
- Songs from the nest, Kindergarten Literature, Chicago 1894, OCLC 228696508
- From Avalon, and other poems, A. C. McClurg & Co., Chicago 1896, Reprint: ISBN 978-3-7447-1429-7[14]

### Lieder/Gedichte
- My good for nothing[15]
- Jolly Old Saint Nicholas
- The Bluebird's Song
- mehr als 100 Gedichte Huntington Millers wurden als Kirchengesänge oder Lieder vertont[6]